# Публилия
Публи́лия (лат. Publilia; умерла после 45 года до н. э.) — вторая супруга Марка Туллия Цицерона.
Цицерон женился на ней в 46 году до н. э. в возрасте 60 лет по финансовым причинам. Она была очень молода, поэтому брак не был счастлив, и в 45 году до н. э. Цицерон с ней развёлся. Существует и другая версия причины развода: Публилия так любила Марка, что ревновала к собственной падчерице, Туллии, и открыто обрадовалась её смерти. Результатом стал новый развод.

## Источник
- Публилий // Энциклопедический словарь Брокгауза и Ефрона : в 86 т. (82 т. и 4 доп.). — СПб., 1890—1907.